# ヴィクトール・ルモワーヌ

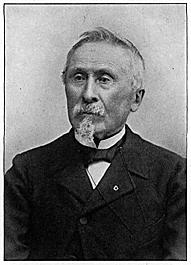
ヴィクトール・ルモワーヌ

ヴィクトール・ルモワーヌ（Victor Lemoine、1823年10月21日、モーゼルのDelme、1911年12月11日）はフランスの園芸家、育種家である。八重咲きのライラックの系統（フレンチ・ライラックと総称される）のもとになった品種を創り出した。

## 略歴
モゼル県のDelmeで代々園芸、育種を職業とする家系に生まれた。教育を終えると当時ヨーロッパの園芸をリードしていたベルギーのルイ・ヴァン・ホウテの育種施設で数年間、学び、働いた。1850年頃、フランスのナンシー自らの育種所を開き、1854年には園芸雑誌、 Revue Horticoleにハナスベリヒユ(ポーチュラカ)の品種が取り上げられた。1854年に八重咲きのポテンティラ（Potentilla:キジムシロ属）の品種(Gloire de Nancy)や、ストレプトカーパスの交配に成功した。同じ頃フクシアの多くの変種の栽培などを行った。
ルモワーヌの最大の功績は、八重咲きのライラックの系統を育種したことで、1870年からルモワールと彼の後継者のエミール・ルモワーヌ(Émile Lemoine :1862-1942）、アンリ・ルモワーヌ（Henri Lemoine:1897-1982）は200以上の園芸品種を作り上げた。
1894年に、王立園芸協会のヴィーチ記念メダルを受賞した。